# Guarea glabra
El cedrillo, chilillo, palo blanco, carbonero o bejuco blanco (Guarea glabra) es una planta perteneciente a la familia Meliaceae.

## Clasificación y descripción
Árbol perennifolio  cuya altura varía de 25-30 m, diámetro a la altura del pecho de aproximadamente 1 m, fuste recto, a veces ramificado y con gambas pequeñas (forma de "aletas" que se forman en cantidades variables en la base del tronco). Copa: densa y redondeada. Las ramas jóvenes son pubescentes, se vuelven glabras y de color café grisáceo pálido o blanco grisáceo al madurar. Corteza: suave y verticalmente fisurada o escamosas, de color, marrón, café o café grisácea. Corteza interna cremosa o rosada, con un característico olor a  manzana. Hojas compuestas,  pinnadas, alternas, de 32.6 x 48.5 cm, aunque pueden medir hasta 60 cm de longitud; pecíolos 3.5–7.8 × 0.15–0.25 cm, raquis 9.9–24.9 × 0.13–0.18 cm, pecíolos y raquis redondeado o semiredondeado, glabros o glabrescentes.  Folíolos opuestos, 4–6 pares,  de color verde pálidos, papiráceos (de la consistencia y delgadez de un papel), usualmente lisos, rara vez pubescente en el envés, con domacios (cavidad en un órgano que facilita la vida en común con otro organismo) en forma de mechón de pelos en las axilas de los nervios secundarios por el envés; El haz es verde oscuro, glabro, y el envés verde claro con pelos en las axilas de las venas. Folíolos basales 7.5–16.3 × 2.95–6 cm, elípticos, ápice acuminado, apiculado, o redondeado, base atenuada, cuneada, rara vez obtusa; folíolos intermedios 13.3–21 × 3.8–6.2 cm, elípticos, oblongos, ápice acuminado, redondeado, base atenuada; folíolos terminales 11.7–19.7 × 2.9–5.4 cm, elípticos, oblongos, ápice acuminado a apiculado, base atenuada. Flores: es una especie dioica  (con flores masculinas y femeninas en distintos árboles), blanco cremoso, rosado o verdoso, fragante, en inflorescencias axilares erectas, en forma de panículas, pubescentes, de 5-12 cm de largo. Frutos, tipo cápsulas, de color pardas o rojas, dehiscentes, globosas, planas en el ápice, lisas o rugosas, con pericarpo grueso, 1.5-2.0 cm de diámetro, endocarpio azucarado. En la madurez se abren en cuatro a cinco valvas. Contienen 1 a 2 semillas por lóculo, de forma similar a los gajos de una naranja, carnosas, rodeadas por una sarcotesta  anaranjada.

## Distribución
En México se localiza en la vertiente del Golfo de México en los estados de; Veracruz, Campeche, Tabasco, Yucatán y Quintana Roo. Por la vertiente del Pacífico se distribuye en los estados de;  Sinaloa; Nayarit, Jalisco, Colima, Michoacán, Guerrero, Oaxaca y Chiapas. También ha sido localizado en estados como; Durango, Hidalgo, Ciudad de México, Morelos y Puebla. Es una especie que se distribuye ampliamente en todo Centroamérica, Colombia, Venezuela, Perú,  Ecuador, Bolivia y noreste de Brasil. También se le encuentra en las Antillas Menores, Puerto Rico y Jamaica.

## Ambiente
Por lo general es una especie riparia, crece y se desarrolla en elevaciones de 0 a 2300 m s. n. m., de preferencia en  tierras bajas y  periódicamente inundables. Las temperaturas varían de 18 a 35 °C y la precipitación anual de 1500 a 7000 mm. Normalmente se encuentra en los estratos medio y superior de bosques perennifolios. En  Bolivia se ha localizado entre los 455 a 580 m s. n. m.; presente en bosque amazónico pluviestacional, en esta zona se  desarrolla usualmente sobre suelos arcillosos. En Nicaragua se distribuye en elevaciones bajas a medianas del Pacífico, con clima seco a húmedo. En Costa Rica y Guatemala se la encuentra hasta 2000 m s. n. m. Algunas razas crecen bien en colinas bauxíticas (con alto contenido en aluminio).

## Estado de conservación
Es una especie multipropósito, desde el punto de vista ecológico y cultural. No se encuentra bajo ninguna categoría de protección  de acuerdo a la NOM-059-ECOL-2010 de la SEMARNAT. Tampoco está considerada en la lista de especies de la IUCN.